# Loteae
Tribu
Classification phylogénétique
Synonymes
- Anthyllideae Buchenau[2]

Les Loteae sont une tribu de plantes à fleurs dicotylédones de la famille des Fabaceae, sous-famille des Faboideae, originaire des régions tempérées, qui compte une vingtaine de genres et environ 340 espèces.

## Liste des genres
Selon NCBI (13 août 2018) :
- Acmispon Raf.
- Anthyllis L., 1753
- Antopetitia
- Coronilla L.
- Cytisopsis
- Dorycnium
- Dorycnopsis Boiss., 1840
- Hammatolobium
- Hippocrepis L.
- Hosackia Benth. ex Lindl.
- Kebirita Kramina & D.D.Sokoloff, 2001
- Lotus L., 1753
- Ornithopus
- Ottleya D.D.Sokoloff
- Podolotus
- Pseudolotus
- Scorpiurus
- Securigera DC., 1805
- Syrmatium Vogel
- Tetragonolobus Scop.
- Tripodion Medik.
- Vermifrux J.B.Gillett